# Vacuna contra el sarampión
La vacuna contra el sarampión (también, vacuna antisarampión) es la inmunización segura y eficaz de un virus atenuado que se usa internacionalmente para la prevención de esta enfermedad y sus complicaciones. Su administración está recomendada por la Organización Mundial de la Salud a todos los niños, salvo si existe alguna contraindicación.

## Definición y eficacia
La vacuna contra el sarampión es muy eficaz para prevenir esta enfermedad. Después de una dosis única administrada a niños de 9 meses, el 85 % adquieren inmunidad, esta cifra aumenta al 95 % si de administra a niños de 12 meses o más. Después de la administración de una segunda dosis, el porcentaje de efectividad aumenta a 96%. Cuando el índice de vacunación dentro de una población es superior al 93 %, los brotes de sarampión casi no ocurren; sin embargo, pueden reaparecer si el índice de vacunación desciende por debajo del 93 %. La eficacia de la vacuna dura muchos años,  no se sabe con seguridad si el nivel de protección disminuye con el paso del tiempo.

## Seguridad
La vacuna es segura incluso para pacientes infectados con el virus del Sida. Los efectos secundarios son generalmente leves y de corta duración,  algunos de los más comunes son dolor en el punto de inyección y fiebre. Se han descrito muy raramente casos de anafilaxia en una de cada cien mil personas. No se ha detectado en los estudios realizados aumento en la incidencia de otras enfermedades, como el síndrome de Guillain-Barré, autismo, encefalitis, diabetes mellitus tipo 1, asma, leucemia, esclerosis múltiple, infecciones bacterianas o virales y enfermedad inflamatoria intestinal.

## Formulación
La vacuna está disponible sola o en combinación con otras vacunas, generalmente se administra en combinación con la vacuna contra la rubéola y contra la parotiditis, en la vacuna triple vírica, disponible desde 1971. La adición de la vacuna contra de la varicela dio origen en 2005 a la vacuna SPRV que protege contra el sarampión, parotiditis, rubeola y varicela. La vacuna es igual de eficaz en todas sus formulaciones. La Organización Mundial de la Salud recomienda que se administre a la edad de nueve meses en áreas del mundo donde la enfermedad es común. En lugares donde la enfermedad no es muy común se recomienda administrarla a la edad de doce meses. Es una vacuna atenuada. Se presenta en forma de polvo y se administra por vía subcutanea o por vía intramuscular. La verificación de la eficacia de la vacunación puede determinarse mediante estudios serológicos con una muestra de sangre.

## Uso, historia, sociedad y cultura
Se introdujo por primera vez en 1963 y desde entonces su utilización ha aumentado progresivamente a nivel mundial. En 2008 al menos 192 países ofrecían la administración de dos dosis a través de sus sistemas de salud. En el año 2014 aproximadamente el 85 % de los niños del mundo habían recibido una dosis de esta vacuna en sus primeros años de vida. Está incluida en la lista de Medicamentos esenciales de la Organización Mundial de la Salud que incluye las medicaciones más importante de una sistema de asistencia sanitaria. La vacuna es suficientemente barata, con un precio mayorista de aproximadamente 0.70 USD por dosis a partir de 2014.